# Mladenovac (selo)
Pour la municipalité, voir Mladenovac.

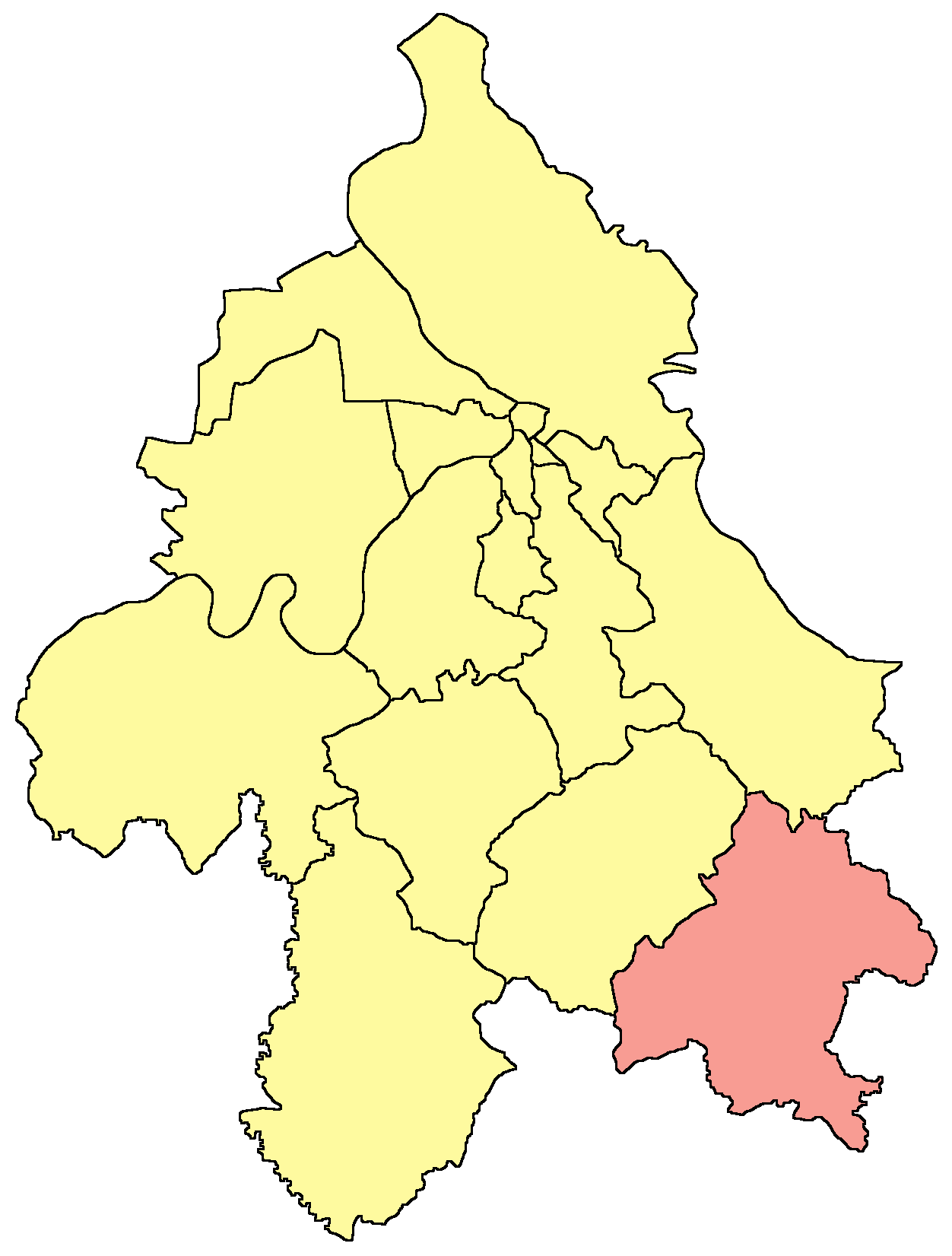
Localisation de la municipalité de Mladenovac dans la Ville de Belgrade

Mladenovac (selo) (en serbe cyrillique : Младеновац (село)) est une localité de Serbie située dans la municipalité de Mladenovac et sur le territoire de la Ville de Belgrade. Au recensement de 2011, elle comptait 1 618 habitants}.
Mladenovac (selo) est officiellement classé parmi les villages de Serbie.

## Démographie

### Évolution historique de la population
| 1948  | 1953  | 1961  | 1971  | 1981  | 1991  | 2002  | 2011  |
| ----- | ----- | ----- | ----- | ----- | ----- | ----- | ----- |
| 1 033 | 1 042 | 1 221 | 1 306 | 1 613 | 1 901 | 1 539 | 1 618 |

|  |